# موسوعة السلطان قابوس للأسماء العربية
موسوعة السلطان قابوس للأسماء العربية صدرت موسوعة السلطان قابوس للأسماء العربية  بمبادرة شخصية من السلطان قابوس بن سعيد عام 1991م.

## التاريخ
بُدئ في تنفيذ المشروع ابتداءً من أكتوبر 1985، والموسوعة نتاج أبحاث مكثفة قام بها أكثر من 150 باحثاً من مختلف البلدان العربية في مجالات علمية عديدة شملت التحليلات اللغوية والاجتماعية والتاريخية والسياسية والأدبية تركزت على ما يقارب سبعة ملايين اسم عربي عن طريق استخدام أحدث الوسائل العلمية والإحصائية. وهو ما يعد سبقاً تاريخياً ويسد فراغاً في المكتبة العربية، كما قدم نموذجاً للتعاون المتميز بين عشرات الباحثين في مختلف المجالات ومن شتى أنحاء الوطن العربي. فقد تم جمع المادة العلمية للموسوعة من 12 دولة عربية بمعرفة خبراء في العلوم اللغوية والاجتماعية من سلطنة عُمان، مصر، المملكة العربية السعودية، تونس، المغرب، الجزائر، العراق، اليمن، الأردن، الكويت، البحرين، قطر.
تنقسم الموسوعة إلى جزئين: معجم أسماء العرب ويعالج أكثر من 18 ألف اسم من نواحٍ إحصائية ولغوية واجتماعية وتاريخية وسجل أسماء العرب، ويتناول الأسماء من حيث أصولها. من النواحي الإحصائية جاء اسم محمد أول الأسماء المائة الأكثر شيوعاً بين الرجال، واسم أمل في مقدمة الأسماء المائة المنتشرة بين النساء العربيات. وقد تم في 1995 في احتفال أقيم في باريس إهداء منظمة اليونسكو نسخة من الموسوعة لتودع في المكتبة العامة للمنظمة العالمية.